# Jeanne Doucet de Surigny

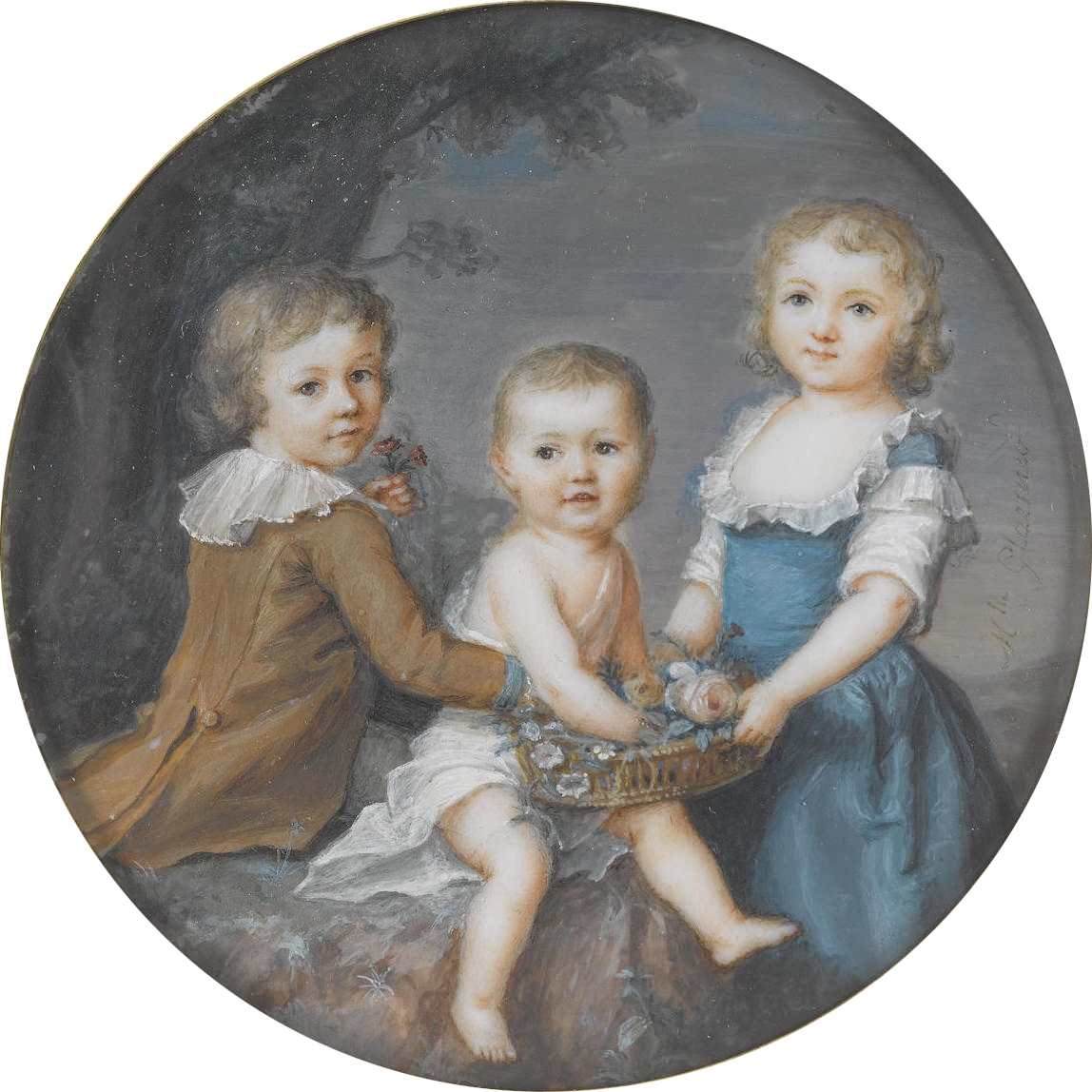
Portrait présumé des enfants de Robert Seymour.

Jeanne Doucet de Surigny, née Glaesner à Lyon, place du Plâtre, dans la paroisse Saint-Pierre Saint-Saturnin, le 24 juillet 1762, morte à Paris le 18 octobre 1823, est une femme peintre miniaturiste qui exposa au Salon de peinture et de sculpture de 1791 à 1806.

## Biographie
Elle grandit dans une famille de maîtres horlogers. Son père, Jacques Glaesner, né à Strassen en 1733 dans le comté de Sarrebruck de parents originaires de Fribourg en Suisse, montra très tôt des goûts pour les arts et l'horlogerie en particulier. Malgré les lois du canton de Sarrebruck qui interdisaient de s'absenter du territoire sous peine de perdre ses droits légitimaires, il persuada son père de l'envoyer comme apprenti horloger à Forbach à l'âge de 13 ans. Il se fixa à Lyon après 1756 et se maria avec Claudine Lenoir en 1760. Le père de celle-ci, Isaac Lenoir, le grand-père de Jeanne Glaesner, d'une famille d'horlogers parisiens, vint à Lyon en 1729 et s'y installa Place du Change, en s'unissant à une autre famille d'horlogers lyonnais, les Desflèches. Jeanne Glaesner vécut à Lyon, place du Plâtre, chez ses parents, au moins jusqu'en 1783 puisqu'elle signa " Jeannette Glaesner " au bas du contrat de mariage de sa sœur Marie avec le Genevois François Moricand. De cette date et jusqu'en 1788, on connait d'elle la miniature représentant probablement les trois enfants de Lord Robert Seymour dans un paysage de rocaille, signée " Mlle Glaesner ". 
Jeanne Glaesner se maria en 1788 à Paris avec le banquier Raphaël Pierre Doucet de Surigny (ou Doucet de Suriny) qui était aussi franc-maçon et appartenait à la loge de "La Céleste Amitié" dont il fut le Vénérable Maître de 1777 à 1781. Elle fit deux miniatures de sa belle-sœur, Marie Suzanne Doucet de Surigny et de son mari, Étienne-Cyprien Renouard de Bussière, marquis de la Roche (musée national de Stockholm). Bien qu'elle changea fréquemment de domicile, Jeanne Doucet de Surigny resta longtemps rue du faubourg Montmartre, lieu favori des artistes. Elle exposa au Salon de peinture et de sculpture dès son ouverture à tous les artistes de 1791 à 1806. Elle exposa également en 1791 au Salon de la Jeunesse, rue de Cléry, chez M. Le Brun et sa femme Élisabeth Vigée Le Brun, sous le nom de " Mme Surigny ". Son époux ruiné et mis en prison en 1793, elle se retrouva seule avec ses deux enfants. 
Parmi ses miniatures les plus connues, on trouve le portrait de Jean Nicolas Billaud-Varenne (musée Cognacq-Jay), ainsi que les deux portraits de l'actrice du Théâtre de la République Julie Candeille, l'une achevant d'écrire le titre de sa pièce Ernest ou la Fatalité, assise de 3/4 à gauche à une table en robe grise rayée et ceinture rouge, et la seconde une variante de la précédente la montrant le regard au loin et sans la ceinture rouge (musée du Louvre). Sa clientèle se forma en grande partie parmi la classe des négociants de passage à Paris désirant acquérir leur portrait. Elle eut aussi comme clients des Nantais comme Mr Bertrand-Geslin ou Mme Dobrée (Musée départemental Thomas-Dobrée de Nantes). Ses portraits sont la plupart du temps représentés au moins à mi-corps. Elle signa Mlle Glaesner, Me de Surigny, Mme Surigny, citoyenne Doucet, Fe(mme) Doucet, Mme Doucet.

## Sources
- Séverine Sofio, La vocation comme subversion. Artistes femmes et anti-académisme dans la France révolutionnaire
- Art graphique Louvre
- Nathalie Lemoine-Bouchard, Les peintres en miniature actifs en France 1650-1850, les Éditions de l'Amateur, 2008 (ISBN 978-2-85917-468-2)
- Nathalie Lemoine-Bouchard et Serge Polder, « Du nouveau sur: Madame Doucet de Surigny née Glaesner », La Lettre de la miniature, no 50,‎ 2019, p. 4-8 (ISSN 2114-8341, lire en ligne).